# Eurosped TVT
L’Eurosped TopVolleybal Twente est un club de volley-ball néerlandais fondé en 1970 et basé à Vroomshoop qui évolue pour la saison 2020-2021 en Eredivisie dames.

## Historique
Volleybalvereniging Pollux a été fondée en 1970. En 2011, le club est renommé en Eurosped TVT.

## Palmarès
- Championnat des Pays-Bas[3]
  - Vainqueur :1998, 1999, 2001, 2002, 2003.
  - Finaliste : 2015[4]
- Coupe des Pays-Bas[3]
  - Vainqueur : 1998, 2001, 2003, 2016[5]
  - Finaliste : 2000, 2002, 2004, 2013, 2018.
- Supercoupe des Pays-Bas[3]
  - Vainqueur :1999, 2000, 2001, 2002, 2016[6]
  - Finaliste :2003, 2004, 2018, 2020.

## Effectifs

### Saison 2020-2021
| No                                       | Nom                                      | Date de naissance                        | Taille                         | Poids                          | Poste                          |
| ---------------------------------------- | ---------------------------------------- | ---------------------------------------- | ------------------------------ | ------------------------------ | ------------------------------ |
| 1                                        | Lieke Hilgenberg                         | 19 décembre 1998                         | 170                            | 62                             | Libero                         |
| 2                                        | Kirsten Spruijt                          | 1er janvier 1999                         | 187                            |                                | Attaquante                     |
| 3                                        | Anneclaire ter Brugge                    | 20 février 2002                          | 186                            | 63                             | Centrale                       |
| 4                                        | Evie van Kerkvoorde                      | 1er janvier 2001                         | 177                            |                                | Réceptionneuse-attaquante      |
| 5                                        | Lisanne Baak                             | 25 juin 1994                             | 182                            | 69                             | Centrale                       |
| 6                                        | Wies Bekhuis                             | 7 septembre 2001                         | 177                            | 55                             | Passeuse                       |
| 7                                        | Charlot Vellener                         | 30 mai 2001                              | 179                            | 74                             | Passeuse                       |
| 9                                        | Eline Geerdink                           | 3 mai 2000                               | 197                            | 75                             | Centrale                       |
| 10                                       | Jolien Knollema                          | 5 janvier 2003                           | 178                            | 58                             | Réceptionneuse-attaquante      |
| 11                                       | Lisa Boer                                | 1er janvier 1998                         | 183                            |                                | Centrale                       |
| 12                                       | Laura Roelofs                            | 26 janvier 2005                          | 187                            | 64                             | Attaquante                     |
| 14                                       | Alaska Zwaanswijk                        | 18 septembre 2003                        | 183                            | 59                             | Réceptionneuse-attaquante      |
|                                          |                                          |                                          |                                |                                |                                |
| Encadrement technique                    | Encadrement technique                    |                                          | Légende                        | Légende                        | Légende                        |
| Entraîneur : Diane Rademaker             | Entraîneur : Diane Rademaker             | Entraîneur : Diane Rademaker             | : Capitaine                    | : Capitaine                    | : Capitaine                    |
| Entraîneur(s) adjoint(s) : Jan Berendsen | Entraîneur(s) adjoint(s) : Jan Berendsen | Entraîneur(s) adjoint(s) : Jan Berendsen | : Joueuse blessée actuellement | : Joueuse blessée actuellement | : Joueuse blessée actuellement |
| Manager général : Renate Büter           |                                          |                                          |                                |                                |                                |